# پاول تونکوف
پاول سرگیویچ تونکوف (روسی: Павел Сергеевич Тонков؛ زادهٔ ۹ فوریهٔ ۱۹۶۹) رکابزن حرفه‌ای سابق اهل روسیه است که در رشتهٔ دوچرخه‌سواری جاده فعالیت می‌کرد. او توانست در سال ۱۹۹۶ برندهٔ جیرو دیتالیا شود.

## فعالیت حرفه‌ای

### آغاز فعالیت حرفه‌ای
تونکوف در ایژوسک زاده شد و نخستین عنوان‌های بین‌المللی خود را در سال ۱۹۸۷ در مسابقات قهرمانی جهان به دست آورد. در مسابقات قهرمانی دوچرخه‌سواری جاده جوانان جهان در برگامو، تونکوف برندهٔ مدال طلای استقامت جاده و نقرهٔ تایم تریل تیمی شد. در سال بعد، به عضویت تیم ملی شوروی درآمد و به همراه آن تیم در مسابقات حرفه‌ای شرکت می‌کرد. در همان سال برندهٔ تور هسن شد و در سال ۱۹۸۹ افزون بر پیروزی در تور اسلواکی، به همراه اولگ پولوونیکوف قهرمان مسابقه قهرمانی تایم تریل دو نفرهٔ روسیه شد. در سال ۱۹۹۱ نیز برندهٔ تور شیلی شد.
تونکوف در سال ۱۹۹۲ حرفه‌ای شد و به عضویت تیم لامپره-کلناگو درآمد. در همان سال، برندهٔ هفتهٔ دوچرخه‌سواری لمباردی شد و در جیرو دیتالیا، برندهٔ رده‌بندی رکابزن جوان شد. او توانست این عنوان را در سال ۱۹۹۳ نیز تکرار کند. در سال ۱۹۹۴ رتبهٔ چهارم جیرو دیتالیا را به دست آورد؛ ولی در تور دو فرانس نتوانست موفقیتی به دست آورد و در مرحلهٔ چهاردهم انصراف داد.

### سال‌های قهرمانی (۱۹۹۵–۱۹۹۷)
در آغاز فصل ۱۹۹۵، تونکوف در جیرو دیتالیا در رتبهٔ ششم قرار گرفت. سپس در تور سوئیس شرکت کرد و با پیروزی در مرحلهٔ پایانی، قهرمان تور سوئیس شد. تونکوف باز هم در میانهٔ تور ۱۹۹۵ وادار به کناره‌گیری شد.
در فصل ۱۹۹۶ تونکوف برندهٔ هفتهٔ دوچرخه‌سواری لمباردی شد و در مرحلهٔ نخست تور روماندی پیروز شد. سپس در جیرو شرکت کرد و در مرحلهٔ هفتم، پشت سر داویده ربلین از خط پایان گذشت. به این ترتیب، در رده‌بندی اصلی نیز با فاصلهٔ ۴ ثانیه نسبت به ربلین در رتبهٔ دوم قرار گرفت. در مرحلهٔ سیزدهم تونکوف فرار کرد و دو ثانیه جلوتر از پیوتر اوگروموف و ۳۳ ثانیه پیش از ربلین مرحله را به پایان رساند تا پیراهن صورتی را به دست آورد. در تایم تریل مرحلهٔ ۱۹ تونکوف چهارم شد؛ ولی رهبری خود را با فاصلهٔ ۱ ثانیه نسبت به آبرائام اولانو حفظ کرد. اولانو مرحلهٔ بیستم را یک ثانیه جلوتر از تونکوف به پایان رساند و با برتری نیم ثانیه‌ای رهبری مسابقه را از تونکوف گرفت. در مرحلهٔ بعد تونکوف به همراه ایوان گوتی فرار کرد و ۳ ثانیه پس از او و بیش از ۲ دقیقه پیش از اولانو به خط پایان رسید تا دوباره پیراهن صورتی رهبری جیرو را به دست آورد و تنها قهرمانی خود در جیرو را کسب کند.
در فصل ۱۹۹۷، تونکوف در مرحلهٔ چهارم تور روماندی پیروز شد و در پایان، قهرمان تور شد. در جیروی ۱۹۹۷ تونکوف برندهٔ مرحلهٔ سوم شد و رهبری مسابقه را با برتری یک ثانیه‌ای نسبت به اوگنی برزین در دست گرفت. در مرحلهٔ پنجم نیز رهبر گروه ۴ نفره‌ای شامل مارکو پانتانی، لوک لوبلان و ایوان گوتی بود که جلوتر از سایر رقیبان از خط گذشتند. تونکوف برتری خود بر نفر دوم (لوبلان) را به ۴۱ ثانیه رساند. در مرحلهٔ ۱۴ تونکوف نزدیک به ۲ دقیقه زمان نسبت به گوتی از دست داد و پیراهن صورتی را به او سپرد. سپس برندهٔ مرحلهٔ ۲۱ شد؛ ولی نتوانست اختلاف با گوتی را جبران کند و جیرو را در سکوی دوم به پایان رساند. پس از آن، در ووئلتا شرکت کرد و در دو مرحله پیروز شد؛ ولی نتوانست آن را به پایان برساند.
تونکوف فصل ۱۹۹۸ را با پیروزی در تور آپنین و هفتهٔ دوچرخه‌سواری لمباردی آغاز کرد. در جیرو پس از آن که در دو هفتهٔ نخست، فعالیت خاصی نداشت، در مرحلهٔ ۱۴ همراه با الکس زوله و ۱۳ ثانیه پس از پانتانی از خط پایان گذشت و در رده‌بندی اصلی، پس از زوله و پانتانی در رتبهٔ سوم قرار گرفت. با کسب رتبهٔ سوم مرحلهٔ بعد که تایم تریل بود، توانست پانتانی را پشت سر گذارد و به رتبهٔ دوم صعود کند. در مرحلهٔ هفدهم تونکوف ۲ دقیقه زمان نسبت به پانتانی از دست داد؛ ولی بیش از ۲ دقیقه زودتر از زوله مرحله را تمام کرد و همچنان در رتبهٔ دوم پشت سر پانتانی ماند. در مرحلهٔ بعد، تونکوف برنده شد؛ ولی پانتانی ۱ ثانیه پشت سر او از خط پایان گذشت و رهبری را حفظ کرد. در مرحلهٔ ۱۹ نیز ۵۷ ثانیه پس از پانتانی از خط گذشت و دوم شد. آخرین امید تونکوف، تایم تریل مرحلهٔ ۲۱ بود؛ ولی پانتانی ۵ ثانیه سریع‌تر از تونکوف بود و برتری خود را افزایش داد. در نتیجه تونکوف برای دومین سال متوالی بر سکوی دوم جیرو ایستاد.

### سال‌های پایانی
در فصل ۱۹۹۹ تونکوف از حضور در جیرو چشم‌پوشی کرد تا تمام توان خود را صرف تور دو فرانس کند؛ ولی موفقیتی به دست نیاورد و در مرحلهٔ ۱۷ کناره‌گیری کرد. در همان سال در ووئلتا در رتبهٔ چهارم ایستاد. در فصل ۲۰۰۰ پس از کسب رتبهٔ پنجم جیرو و سوم ووئلتا در المپیک سیدنی شرکت کرد و در مسابقهٔ جاده رتبهٔ ۲۹ را به دست آورد. در سال ۲۰۰۱ فصل آرامی داشت و تنها در کریتریوم دوفینه لیبره دوم شد.
در جیروی ۲۰۰۲، تونکوف زمان زیادی در مراحل آغازین از دست داد و جایی در ده نفر برتر نداشت. در مرحلهٔ ۱۷ فرار کرد و ۲ دقیقه جلوتر از نفر دوم از خط پایان گذشت تا خود را تا رتبهٔ پنجم رده‌بندی اصلی بالا بکشد. در ووئلتا نیز شرکت کرد؛ ولی موفقیتی حاصل نکرد. آخرین پیروزی تونکوف در گرند تورها در مرحلهٔ ۱۷ جیروی ۲۰۰۴ به دست آمد. او در سال ۲۰۰۵ بازنشسته شد، اکنون در کوردوبا زندگی می‌کند و مدیریت هتلی را به عهده دارد.

## نتایج در گرند تورها
| گرند تور       | ۱۹۹۲ | ۱۹۹۳ | ۱۹۹۴   | ۱۹۹۵   | ۱۹۹۶ | ۱۹۹۷   | ۱۹۹۸ | ۱۹۹۹   | ۲۰۰۰ | ۲۰۰۱ | ۲۰۰۲ | ۲۰۰۳   | ۲۰۰۴   |
| -------------- | ---- | ---- | ------ | ------ | ---- | ------ | ---- | ------ | ---- | ---- | ---- | ------ | ------ |
| جیرو دیتالیا   | ۷    | ۵    | ۴      | ۶      | ۱    | ۲      | ۲    | —      | ۵    | —    | ۵    | ناتمام | ۱۳     |
| تور دو فرانس   | —    | —    | ناتمام | ناتمام | —    | —      | —    | ناتمام | —    | —    | —    | —      | —      |
| ووئلتا اسپانیا | —    | —    | —      | —      | —    | ناتمام | —    | ۴      | ۳    | —    | ۶۷   | —      | ناتمام |